# Casa John Ginty
La Casa John Ginty (en inglés: John Ginty House) es una casa histórica ubicada en San Diego, California. La Casa John Ginty se encuentra inscrita  en el Registro Nacional de Lugares Históricos desde el 18 de diciembre de 2006. James Rd., C.E. fue el arquitecto quién diseñó la Casa John Ginty.

## Ubicación
La Casa John Ginty se encuentra dentro del condado de San Diego en las coordenadas 32°43′24″N 117°09′25″O / 32.723333, -117.156944.